# Tel Duda'im
Tel Duda'im (hebreiska: Tel Duda’im, תל דודאים) är en höjd i Israel.   Den ligger i distriktet Haifa, i den norra delen av landet. Toppen på Tel Duda'im är 24 meter över havet.
Terrängen runt Tel Duda'im är platt.Runt Tel Duda'im är det tätbefolkat, med 570 invånare per kvadratkilometer. Närmaste större samhälle är Hadera, 9,4 km sydväst om Tel Duda'im. Trakten runt Tel Duda'im består till största delen av jordbruksmark.